# Aganippe

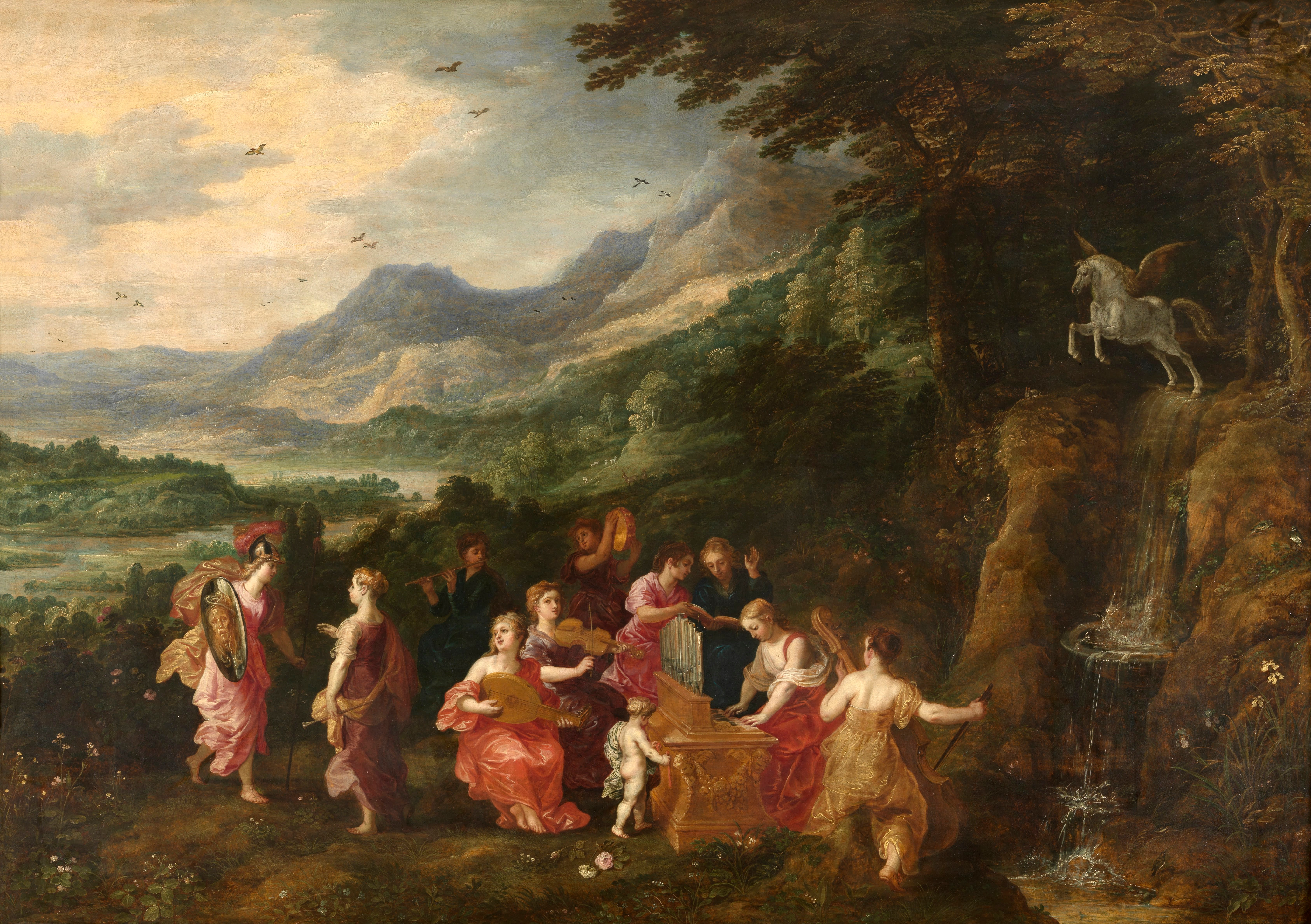
Minerwa z wizytą u Muz na górze Helikon, Joos de Momper

Aganippe (zwane też Hippokrene) – w mitologii greckiej źródło w Beocji w gaju u podnóża góry Helikon. Wody źródła wytrysnęły z ziemi pod wpływem uderzenia kopyta Pegaza. Stało się siedzibą nimfy o tym samym imieniu, córki boga-rzeki Termessos w Beocji oraz ulubionym miejscem pobytu muz. Pijącym z niego dawało natchnienie, toteż chętnie przybywali doń poeci. Od nazwy źródła muzy nazywano czasem aganippidami.